# Semiothisa plurimaculata
Semiothisa plurimaculata là một loài bướm đêm trong họ Geometridae.